# Mazara del Vallo
Mazara del Vallo là một đô thị và cộng đồng (comune) ở tỉnh Trapani trong vùng Sicilia miền tây nam nước Ý, chủ yếu bên tả ngạn tại cử sông Mazaro. Đây là trung tâm nông nghiệp và ngư nghiệp.
Đô thị Mazara del Vallo có diện tích ki lô mét vuông, dân số thời điểm năm 2010 là 51.492 người.
Đô thị này có các đơn vị dân cư (frazioni) sau: Mazara Due, Borgata Costiera.
Các đô thị giáp ranh: 